# Plutoni(IV) sulfat
Plutoni(IV) sulfat là một hợp chất vô cơ của plutoni và acid sulfuric có công thức hóa học Pu(SO4)2 – tinh thể màu đỏ, tan trong nước, tạo thành tinh thể ngậm nước.

## Điều chế
Plutoni(IV) sulfat được điều chế bằng cách hòa tan plutoni(IV) oxide trong acid sulfuric đậm đặc có thêm acid fluorhydric, sau đó làm bay hơi trong cốc platin để thu được muối:
{\displaystyle {\mathsf {PuO_{2}+2H_{2}SO_{4}\ \xrightarrow {HF} \ Pu(SO_{4})_{2}+2H_{2}O}}}
Sau đó, cho dung dịch plutoni(IV) sulfat kết tủa bằng hỗn hợp methanol và acid sulfuric loãng, thu lấy tinh thể.

## Tính chất vật lý
Plutoni(IV) sulfat tạo thành tinh thể màu đỏ.
Nó hòa tan tốt trong nước.
Nó tạo thành Pu(SO4)2·4H2O, tồn tại dưới hai dạng. Cả hai dạng đều là tinh thể màu đỏ thuộc hệ tinh thể trực thoi.
Với dạng α-, nhóm không gian Pnma, các hằng số mạng tinh thể a = 1,4544 nm, b = 1,098 nm, c = 0,5667 nm, Z = 4.
Với dạng β-, nhóm không gian Fddd, các hằng số mạng tinh thể a = 0,56011 nm, b = 1,20323 nm, c = 2,6525 nm, Z = 8.

## Tính chất hóa học
Với sulfat kim loại kiềm, nó tạo thành muối kép M4[Pu(SO4)4]·nH2O có màu xanh lá cây.